# ヘンリー・ジャクスン
ヘンリー・ジャクスン（英: Henry Jackson）は、アメリカの作家アイザック・アシモフの推理短編小説『黒後家蜘蛛の会』シリーズに登場する架空の人物。本職は給仕であるが、物語では謎を解く探偵役をつとめる。
NHK-FM放送で『黒後家蜘蛛の会』のラジオドラマが放送された際には、久米明が声をあてた。

## 人物
ヘンリーの外見的な特徴は、シリーズ中では「外見は60代ながら皺一つ無い顔で年齢を感じさせない」人物とだけ描写されている。髪型、髪の色、瞳の色などの描写は無い。
謙虚で誠実・温厚な人柄であり、大変な正直者である。現在はニューヨークのミラノ・レストランで給仕として働いているが、シリーズ第1話『会心の笑い』(The Acquisitive Chuckle)においてアンダーソンという男と過去になんらかの事業をしていたことが明らかになっている。それ以外の詳細な経歴については一切不明である。ただし、作中における描写から彼が高い教養を持っていることがうかがえる。また、姓の“ジャクスン”については『会心の笑い』以外の話では、後期の作品『四月の月曜日』(A Monday in April)で1箇所触れられているだけである。
黒後家蜘蛛の会が月に1回ミラノ・レストランで開く会食で、専任の給仕を務めている。ヘンリーはその推理力と人柄から黒後家蜘蛛の会のメンバー6人の尊敬を得ており、シリーズ後半ではしばしば正規の会員として他の会員たちから扱われている。シャーロック・ホームズの崇拝者であると発言したことがあり、実際にホームズの言葉を引用して謎を解決したこともある。
『The Return of the Black Widowers』に収録されている「さはさりながら (Yes, But Why?)」において、独身であり、結婚予定の女性がいることが自身の口から語られている。
作者自身はP・G・ウッドハウスの短編作品『「ジーヴス」シリーズ』（『比類なきジーヴス』など）に登場する執事（厳密には近侍）のジーヴスをモデルにしていることに言及している。
2018年より刊行されている創元推理文庫新装版の表紙には黒後家蜘蛛の会の晩餐会で給仕を務めるヘンリーの姿が描かれている。表紙画は久保田眞由美による。
田中啓文によるパスティーシュ小説「2001年問題」（『シャーロック・ホームズたちの新冒険』（2021年、創元推理文庫、ISBN 9784488475055）収録）では、ヘンリーの正体はロボット三原則も組み込まれているロボットということになっている。

## 推理法
黒後家蜘蛛の会の会食で提出された謎についてメンバーが様々な推理を展開した後、皆が見過ごしたり軽視した事実をもとに推理を展開するというパターンが多い。
ただし、作品中で、メンバーの一人ゴンザロは「(ヘンリーの推理の) 秘密はね……まるで飛躍した、無関係な問題に目をつけることだ」「考えてもみたまえ、そもそも論理的にとらえられる問題だとすれば謎なんてありゃしない。」といった穿った見方を示し、これに対してヘンリーは「大変面白いお考えでございますね」とのみコメントしている(『見当違い』Irrelevance!)。
謎解きにおいては非常に想像力豊かな推理を披露する反面、場合によっては特に推理をせずに百科事典などを調べることによって回答にたどり着くこともある。その知識は天文学から地理学まで広汎な範囲に及ぶ。実地調査をすることは決してないので代表的な安楽椅子探偵の一人とされる。
登場作品は66編（うち邦訳60編）である。